# Dunajov
Dunajov (in ungherese Dunajó) è un comune della Slovacchia facente parte del distretto di Čadca, nella regione di Žilina.
Il villaggio fu citato per la prima volta in un documento storico nel 1598.